# Martin Duberman
Martin Bauml Duberman (Nueva York, 6 de agosto de 1930) es un historiador, dramaturgo, y activista por de derechos de los gays y lesbianas, nacido en Estados Unidos de América, de ascendencia judía. 
Se graduó en la Universidad de Yale, con honores en 1952, y en la Universidad de Harvard, donde hizo estudios de posgrado y se doctoró en 1957. Trabajó durante cinco años como profesor en la Universidad de Yale. Después comenzó a escribir obras de teatro. 
Fundador y primer director del Center for Lesbian and Gay Studies de la CUNY Graduate School. Ha escrito una veintena de libros incluyendo James Russell Lowell (finalista al prmeio National Book Award de ), Paul Robeson, Stonewall, y sus memorias Cures: A Gay Man's Odyssey. Con su obra de teatro In White America ganó el premio Vernon Rice/Drama Desk para la Mejor Producción Off-Broadway en 1963. Duberman ha colaborado con las organizaciones de derechos gay Lambda Legal Defense Fund y la National Gay Task Force.

## Escritos
- Charles Francis Adams, 1807-1886, Houghton, 1961.
- In White America (teatro), 1963.
- The Antislavery Vanguard: New Essays on the Abolitionists (editor), Princeton University Press, 1965.
- James Russell Lowell, Houghton, 1966.
- Black Mountain: An Exploration in Community, Dutton, 1972.
- Male Armor: Selected Plays, 1968–1974, Dutton, 1975.
- About Time: Exploring the Gay Past, Gay Presses of New York, 1986.
- Paul Robeson, Knopf, 1988.
- Hidden from History: Reclaiming the Gay and Lesbian Past (coeditor), NAL, 1989.
- Cures: A Gay Man's Odyssey, Dutton, 1991.
- Stonewall, Dutton, 1993.
- Midlife Queer: Autobiography of a Decade, 1971–1981, Scribner, 1996.
- Left Out: The Politics of Exclusion: Essays, 1964–1999, Basic Books, 1999.
- Haymarket (novel), Seven Stories Press, 2004.
- The Worlds of Lincoln Kirstein, Knopf, 2007.